# Potyczka pod Obornikami
Potyczka pod Obornikami – starcie zbrojne w czasie trwania powstania wielkopolskiego do którego doszło 5 maja 1848 pod Obornikami, starcie zakończyło się przegraną i rozproszeniem oddziałów powstańczych.

## Geneza
Wieść o dużych bitwach pod Książem i Miłosławiem i Sokołowem rozniosła się po Wielkim Księstwie Poznańskim. Zwłaszcza wygrana pod Miłosławiem i Sokołowem przyczyniła się do rozbudzenia nadziei, że powstanie może być wygrane. W wielu miejscach poznańskiego zaczęły się więc samorzutnie tworzyć oddziały powstańcze, które zaczęły działać na własną rękę. Jeden z takich oddziałów został utworzony na lewej stronie Warty w okolicy Obornik. Oddział ten utworzył mjr Mikołaj Dobrzycki, weteran wojen napoleońskich i powstania listopadowego. Oddział składał się głównie z kosynierów.

## Potyczka
Dobrzycki na czele kosynierów, którymi byli przeważnie okoliczni chłopi postanowił zaatakować Oborniki. Miasto to w tym czasie obsadzały dwie kompanie pruskiej piechoty. Atak prowadzony był od strony południowej. Aby zająć miasto należało przejść most na Warcie. Na moście tym jednak został zastrzelony dowódca oddziału powstańczego Mikołaj Dobrzycki. Dopiero co zorganizowany oddział polski widząc śmierć swojego dowódcy wycofał się i rozproszył. Prusacy po ataku tym zemścili się na mieszkańcach Chludowa i Objezierza.
Starcie to Rakowski w swojej książce określa mianem potyczki.